# أم حبيبة
أم المؤمنين «أم حبيبة» رملة بنت أبي سفيان الأموية القرشية الكنانية، صحابية من المهاجرين والسابقين الأولين وزوجة رسول الله محمد عليه الصلاة و السلام. من إخوانها الصحابي والخليفة الأموي معاوية بن أبي سفيان، والصحابي يزيد بن أبي سفيان.
أيضًا هي ابنة عمة الخليفة الثالث عثمان بن عفان، ولدت قبل بعثة النّبي محمّد بسبعة عشر عامًا وتوفيت سنة 44 للهجرة.

## نسبها
- تدعى رملة وقيل هند، أم حبيبة، ابنة أبي سفيان صخر بن حرب بن أمية بن عبد شمس بن عبد مناف بن قصي بن كلاب بن مرّة بن كعب بن لؤي بن غالب بن فهر بن مالك بن النضر (قريش) بن كنانة بن خزيمة بن مدركة بن إلياس بن مضر بن نزار بن معد بن عدنان. أمّا أمّها فهي صفية بنت أبي العاص بن أمية بن عبد شمس بن عبد مناف بن قصي بن كلاب بن مرّة بن كعب بن لؤي بن غالب بن فهر بن مالك بن النضر (قريش) بن كنانة بن خزيمة بن مدركة بن إلياس بن مضر بن نزار بن معد بن عدنان. وصفية هي عمة أمير المؤمنين عثمان بن عفان. [3]أمّا نسبها لأبيها فعمتها هي أم جميل أروى بنت حرب التي ذكرت في القرآن الكريم بوصف حمالة الحطب.[4]

أمّا إخوتها فهم:
- الخليفة معاوية بن أبي سفيان
- الأمير يزيد بن أبي سفيان.[5][6]

## إسلامها
أسلمت في مكة وهاجرت مع المسلمين في هجرة الحبشة الثانية، وقد تزوجها رسول الله في السنة السادسة للهجرة .  

## زواجها قبل النبي

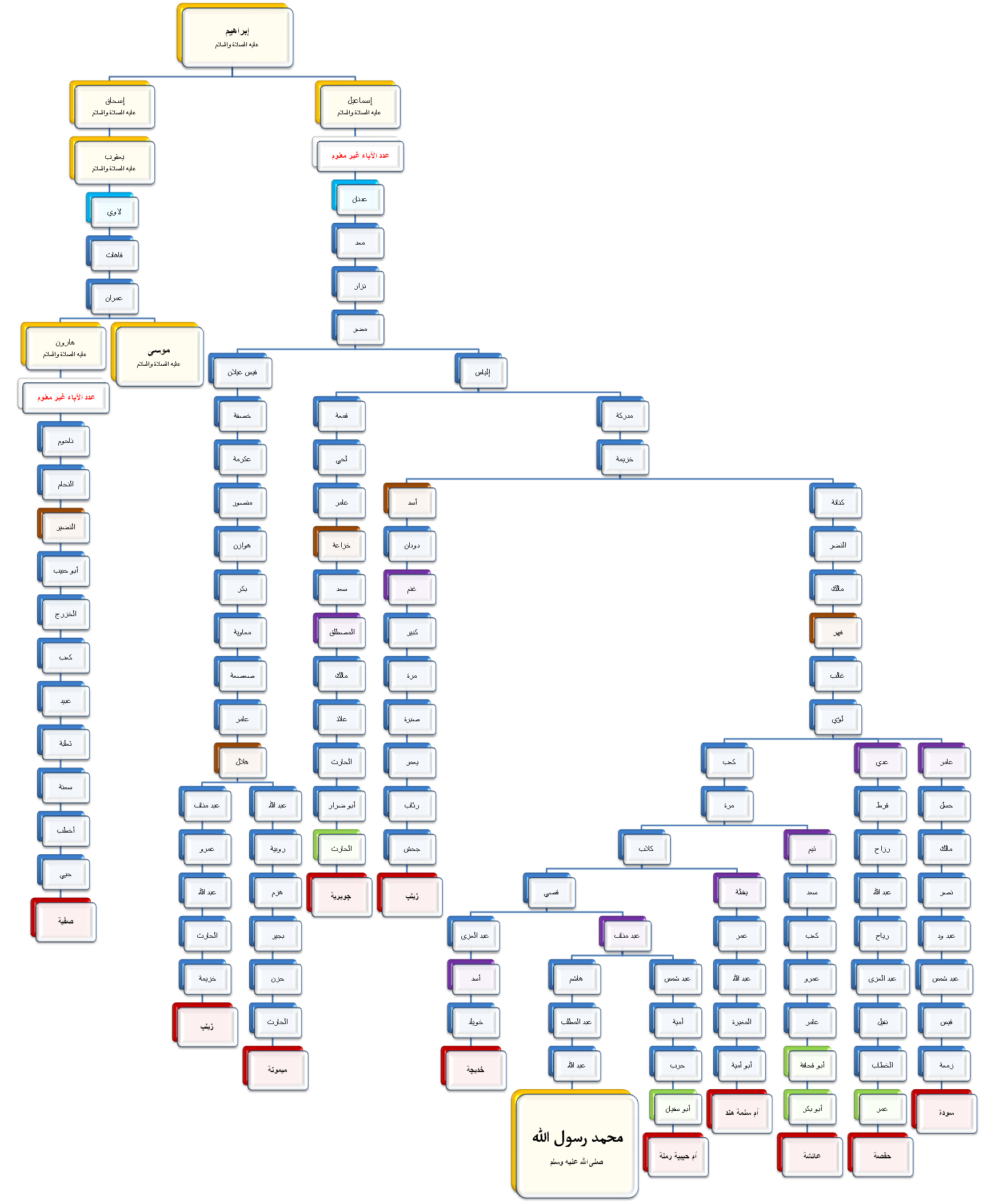
شجرة نسب أم حبيبة والتقاءه بنسب محمد بن عبد الله وبأنساب باقي أمهات المؤمنين.

وهي أم المؤمنين وزوج النبي محمد تزوجها بعد وفاة زوجها عبيد الله بن جحش بن رئاب الأسدي ولها منه ابنتها حبيبة.
قيل ان زوجها عبيد الله ارتد عن الإسلام إلى المسيحية وهي في الحبشة، والصحيح من قول المحققين أن قصة ارتداده ضعيفة لا تصح، لعلل عديدة منها ضعف إسنادها وقوة إسناد ما يخالفها من شهادة أبي سفيان أن المسلمين لا يرتدوا فلو كان زوج ابنته ارتد لاستشهد بذلك. 
ورد في حديثها عن تنصّر زوجها لدى ابن سعد : أخبرنا الواقدي : أخبرنا عبد الله بن عمرو بن زهير، عن إسماعيل بن عمرو بن سعيد، قال : قالت أم حبيبة : رأيت في النوم عبيد الله زوجي بأسوأ صورة وأشوهها ; ففزعت وقلت : تغيرت والله حاله ! فإذا هو يقول حيث أصبح : إني نظرت في الدين، فلم أر دينا خيرا من النصرانية، وكنت قد دنت بها، ثم دخلت في دين محمد، وقد رجعت، فأخبرته بالرؤيا، فلم يحفل بها ; وأكب على الخمر، قالت : فأريت قائلا يقول : يا أم المؤمنين . ففزعت ; فأولتها أن رسول الله -ﷺ - يتزوجني . وذكرت القصة بطولها، وهي منكرة . حسين بن واقد، عن يزيد النحوي، عن عكرمة، عن ابن عباس : إِنَّمَا يُرِيدُ اللَّهُ لِيُذْهِبَ عَنْكُمُ الرِّجْسَ أَهْلَ الْبَيْتِ قال: نزلت في أزواج النبي -ﷺ - خاصة.

## زواجها من النبي
قال ابن سعد: ولد أبو سفيان : حنظلة، المقتول يوم بدر; وأم حبيبة، توفي عنها زوجها الذي هاجر بها إلى الحبشة: عبيد الله بن جحش بن رياب الأسدي، مرتدا متنصرا. وعُقد عليها للنبي -ﷺ - بالحبشة سنة ست، وكان الولي عثمان بن عفان . كذا قال.
- وعن عثمان الأخنسي: أن أم حبيبة ولدت حبيبة بمكة ، قبل هجرة الحبشة.[12]
- وعن أبي جعفر الباقر: بعث رسول الله -ﷺ - عمرو بن أمية إلى النجاشي يخطب عليه أم حبيبة، فأصدقها من عنده أربع مائة دينار .
- وعن عبد الله بن أبي بكر بن حزم، وآخر، قالا : كان الذي زوجها، وخطب إليه النجاشي: خالد بن سعيد بن العاص بن أمية . فكان لها يوم قدم بها المدينة بضع وثلاثون سنة.

معمر، عن الزهري، عن عروة، عن أم حبيبة: أنها كانت تحت عبيد الله، وأن رسول الله تزوجها بالحبشة، زوجها إياه النجاشي، ومهرها أربعة آلاف درهم ; وبعث بها مع شرحبيل بن حسنة، وجهازها كله من عند النجاشي. يروي بن لهيعة، عن الأسود، عن عروة، قال : أنكحه إياها بالحبشة عثمان. 
كما يشير ابن حجر العسقلاني يرى أنّه بعيد ويَحْتمل أن يكون عثمان قام بتجديد العقد بعد أن قدمت إلى المدينة. كما وذهب بعض المفسرين أنّ الآية السابعة من سورة الممتحنة: ﴿عَسَى اللَّهُ أَن يَجْعَلَ بَيْنَكُمْ وَبَيْنَ الَّذِينَ عَادَيْتُم مِّنْهُم مَّوَدَّةً ۚ وَاللَّهُ قَدِيرٌ ۚ وَاللَّهُ غَفُورٌ رَّحِيمٌ﴾ أنّها نزلت حين تزوّج النبي من أم حبيبة، لكون هذه الآية مع سابقاتها نزلت عندما كان المسلمون على أبواب فتح مكة.
أرسل النبي محمد إلى النجاشي يخطبها، فأوكلت عنها خالد بن سعيد بن العاص وأصدقها النجاشي أربعائة  دينار وأولم لها وليمة فاخرة وجهزها وأرسلها إلى المدينة مع شرحبيل بن حسنة.
تزوجت الرسول محمد سنة 7 هـ، وكان عمرها يومئذٍ 36 سنة، وذكر في شأنها القرآن: ﴿عَسَى اللَّهُ أَنْ يَجْعَلَ بَيْنَكُمْ وَبَيْنَ الَّذِينَ عَادَيْتُمْ مِنْهُمْ مَوَدَّةً وَاللَّهُ قَدِيرٌ وَاللَّهُ غَفُورٌ رَحِيمٌ ۝٧﴾ (سورة الممتحنة، الآية 7).
أقامت مع الرسول محمد وبقية أمهات المؤمنين ومعها ابنتها حبيبة ربيبة رسول الله والتي تزوجها فيما بعد داود بن عروة بن مسعود الثقفي.

## رفضها لأبيها
سنة 8 هـ وقبل فتح مكة قدم أبو سفيان المدينة ليكلم النبي طالبًا في أن يزيد في هدنة الحديبية، ولما دخل على ابنته أم حبيبة حجرتها أسرعت وطوت بساطًا لديها مانعةً والدها من الجلوس عليه كونه فراش النبي، وقالت لوالدها: « هو فراش رسول الله وأنت امرؤ نجس مشرك » رغم أن أباها فرح عند زواجها بالرسول إذ قال: ذاك الفحل، لا يجدع أنفه!!.

## دورها في الإسلام
وكان لها بعض الأدوار في الحوادث التي وقعت بعد وفاة عثمان بن عفان، حيث أنها وبعد أن قتل ابن خالها عثمان بن عفان، طلبت من أهله ثيابه، ثم أرسلت تلك الثياب إلى أخيها معاوية بن أبي سفيان في الشام. 
كذلك عندما قتل محمد بن أبي بكر، أخو عائشة زوجة النبي أرسلت لها كبشًا.

## روايتها للحديث
روت عن النبي محمد خمسة وستين حديثًا. فقد حدّث عنها: أخواها: الخليفة معاوية بن أبي سفيان، وعنبسة، وابن أخيها عبد الله بن عتبة بن أبي سفيان، وعروة بن الزبير، وأبو صالح السمان، وصفية بنت شيبة، وزينب بنت أبي سلمة، وشتير بن شكل، وأبو المليح عامر الهذلين، وبنتها حبيبة، سالم بن شوال، وأبو الجراح، وصفيّة بنت شيبة، وزينب بنت أمّ سلمة.

## وفاتها
قيل أنها زارت أخيها معاوية فتوفيت في دمشق فدفنت في مقبرة الباب الصغير ، إلا أن أغلب المصادر قالت بأنها توفيت في المدينة المنورة سنة 44 هـ زمن خلافة أخيها معاوية ودفنت بالبقيع. كذلك فقد ورد في الاستيعاب أنه روي عن الإمام زين العابدين قال: ”قدمت منزلي في دار علي بن أبي طالب، فحفرنا في ناحية منه، فأخرجنا منه حجراً، فإذا فيه مكتوب هذا قبر رملة بنت صخر فأعدناه مكانه“.
قال الواقدي: حدثني أبو بكر بن أبي سبرة، عن عبد المجيد بن سهيل، عن عوف بن الحارث: سمعت عائشة تقول: « دعتني أم حبيبة عند موتها، فقالت: قد كان يكون بيننا ما يكون بين الضرائر، فغفر الله لي ولك ما كان من ذلك. فقلت: غفر الله لك ذلك كله وحللك من ذلك، فقالت: سررتني سرك الله، وأرسلت إلى أم سلمة، فقالت لها مثل ذلك ».
ورد عندما حضرها الموت طلبت المغفرة من زوجات النّبي محمّد عائشة وأم سلمة، حيث جاء عن عوف بن الحارث قال سمعت عائشة تقول: ’’ دعتني أم حبيبة زوجة النبي (ص) عند موتها فقالت: قد يكون بيننا ما يكون بين الضرائر، فغفر الله لي ولك ما كان من ذلك، فقلت غفر الله لك ذلك كله وتجاوز وحللك من ذلك فقالت: سررتني سرك الله، وأرسلت إلى أم سلمة فقالت لها مثل ذلك".

## طالع كذلك
- محمد بن عبد الله
- أمهات المؤمنين
- أبو سفيان بن حرب
- معاوية بن أبي سفيان
- بنو أمية

## وصلات خارجية
- دار الأرقم بن أبي الأرقم، باب السلف الصالح صدقوا ما عاهدوا الله عليه - حكماء وعلماء وفلكيون وأدباء ومفكرون وخلفاء ومبدعون مسلمون.
- تاريخ مدينة دمشق - ابن عساكر - ج 2.